# Acqua & Sapone

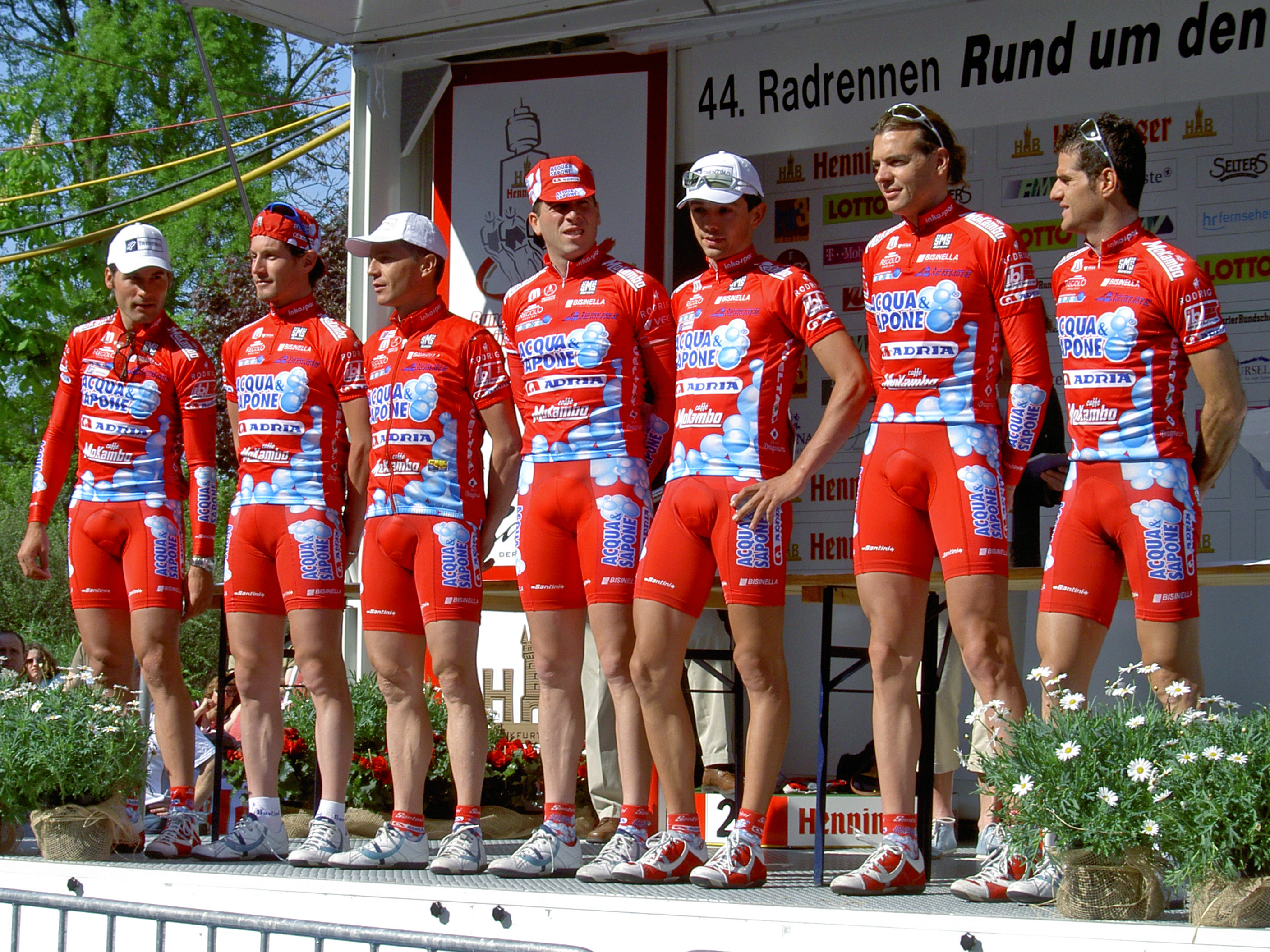
Rund um den Henninger-Turm 2005

Acqua & Sapone war eine italienische Radsportmannschaft.
Die Mannschaft wurde 2004 gegründet. Seit 2005 nahm sie an den UCI Continental Circuits teil und hatte den Status eines Professional Continental Teams. Sie erhielt unter anderem eine Einladung zur Lombardei-Rundfahrt.
Zum Ende der Saison 2012 wurde die Mannschaft aufgelöst. Der Hauptsponsor hatte sich zurückgezogen, nachdem das Team nicht zum Giro d’Italia eingeladen worden war.

## Saison 2012

### Erfolge in der UCI Europe Tour
In der Saison 2012 wurden folgende Erfolge in der UCI Europe Tour erzielt.
| Datum        | Rennen                                                  | Kat. | Sieger              |
| ------------ | ------------------------------------------------------- | ---- | ------------------- |
| 19. Mai      | 4. Etappe Circuit de Lorraine                           | 2.1  | Danilo Napolitano   |
| 27. Mai      | 5. Etappe Belgien-Rundfahrt                             | 2.HC | Carlos Betancur     |
| 2. Juni      | Trofeo Melinda                                          | 1.1  | Carlos Betancur     |
| 22. Juni     | Kroatische Meisterschaft – Einzelzeitfahren             | CN   | Vladimir Miholjević |
| 24. Juni     | Kroatische Meisterschaft – Straßenrennen                | CN   | Vladimir Miholjević |
| 2. Juli      | 2. Etappe Österreich-Rundfahrt                          | 2.HC | Danilo Di Luca      |
| 5. Juli      | 5. Etappe Österreich-Rundfahrt                          | 2.HC | Fabio Taborre       |
| 14. Juli     | Gran Premio Nobili Rubinetterie – Coppa Città di Stresa | 1.1  | Danilo Di Luca      |
| 22. Juli     | 2. Etappe Tour de Wallonie                              | 2.HC | Danilo Napolitano   |
| 24. Juli     | 4. Etappe Tour de Wallonie                              | 2.HC | Danilo Napolitano   |
| 25. Juli     | 5. Etappe Tour de Wallonie                              | 2.HC | Danilo Napolitano   |
| 7. September | 5. Etappe Giro di Padania                               | 2.1  | Carlos Betancur     |

### Abgänge – Zugänge
| Zugänge             | Team 2011                  | Abgänge            | Team 2012                 |
| ------------------- | -------------------------- | ------------------ | ------------------------- |
| Danilo Di Luca      | Katusha Team               | Cayetano Sarmiento | Liquigas-Cannondale       |
| Francesco Reda      | Quick Step                 | Alessandro Proni   | Farnese Vini-Selle Italia |
| Francesco Ginanni   | Androni Giocattoli-C.I.P.I | Rafaâ Chtioui      | Team Europcar             |
| Daniele Scampamorte | Neoprofi                   |                    |                           |

### Mannschaft
| Name                | Geburtstag        | Nationalität | Team 2013                    |
| ------------------- | ----------------- | ------------ | ---------------------------- |
| Carlos Betancur     | 13. Oktober 1989  | Kolumbien    | AG2R La Mondiale             |
| Paolo Ciavatta      | 6. November 1984  | Italien      |                              |
| Massimo Codol       | 27. Februar 1973  | Italien      |                              |
| Claudio Corioni     | 26. Dezember 1982 | Italien      |                              |
| Danilo Di Luca      | 2. Januar 1976    | Italien      | Vini Fantini-Selle Italia    |
| Francesco Di Paolo  | 18. April 1982    | Italien      |                              |
| Alessandro Donati   | 8. Mai 1979       | Italien      | ASD Team Kyklos Abruzzo      |
| Stefano Garzelli    | 16. Juli 1973     | Italien      | Vini Fantini-Selle Italia    |
| Francesco Ginanni   | 6. Oktober 1985   | Italien      |                              |
| Ruggero Marzoli     | 2. April 1976     | Italien      | Karriereende                 |
| Andrea Masciarelli  | 2. September 1982 | Italien      | Utensilnord Ora24.eu         |
| Simone Masciarelli  | 2. Januar 1980    | Italien      | Utensilnord Ora24.eu         |
| Vladimir Miholjević | 18. Januar 1974   | Kroatien     | Karriereende                 |
| Danilo Napolitano   | 31. Januar 1981   | Italien      | Accent Jobs-Wanty            |
| Francesco Reda      | 19. November 1982 | Italien      | Androni Giocattoli-Venezuela |
| Daniele Scampamorte | 15. Juli 1986     | Italien      | Utensilnord Ora24.eu         |
| Fabio Taborre       | 5. Juni 1985      | Italien      | Vini Fantini-Selle Italia    |
| Stagiaires          | Stagiaires        | Nationalität | Nationalität                 |
| Steve Bekaert       | Steve Bekaert     | Belgien      | Belgien                      |
| Stefano Di Carlo    | Stefano Di Carlo  | Italien      | Italien                      |

## Platzierungen in UCI-Ranglisten
UCI-Weltrangliste
| Saison | Mannschaftswertung | Fahrerwertung            |
| ------ | ------------------ | ------------------------ |
| 2004   | 3.                 | Rinaldo Nocentini (104.) |

UCI Africa Tour
| Saison | Mannschaftswertung | Fahrerwertung       |
| ------ | ------------------ | ------------------- |
| 2009   | -                  | -                   |
| 2010   | 8.                 | Rafaâ Chtioui (36.) |
| 2011   | -                  | -                   |
| 2012   | -                  | -                   |

UCI Asia Tour
| Saison | Mannschaftswertung | Fahrerwertung |
| ------ | ------------------ | ------------- |
| 2007   | 16.                |               |
| 2008   |                    |               |
| 2009   | -                  | -             |
| 2010   | -                  | -             |
| 2011   | -                  | -             |
| 2012   | -                  | -             |

UCI Europe Tour
| Saison | Mannschaftswertung | Fahrerwertung          |
| ------ | ------------------ | ---------------------- |
| 2005   | 12.                | Ruggero Marzoli (4.)   |
| 2006   | 1.                 | Rinaldo Nocentini (3.) |
| 2007   | 19.                | Giuseppe Palumbo (92.) |
| 2008   | 1.                 | Stefano Garzelli (2.)  |
| 2009   | 13.                | Luca Paolini (7.)      |
| 2010   | 26.                | Luca Paolini (19.)     |
| 2011   | 20.                | Fabio Taborre (22.)    |
| 2012   | 3.                 | Danilo Di Luca (5.)    |

UCI World Calendar
| Saison | Mannschaftswertung | Fahrerwertung          |
| ------ | ------------------ | ---------------------- |
| 2009   | 15.                | Stefano Garzelli (26.) |
| 2010   | 23.                | Stefano Garzelli (38.) |